# 閭
閭為古代中國一個基層行政區劃單位，已廢止。

## 古代
閭本義為里（里巷）的大門，《說文》：「閭，里門也。」亦代指里巷。如：陋閭（陋巷）。
閭亦為一個基層行政區劃單位。周朝以二十五戶為一閭，《周禮·大司徒》：「令五家爲比，使之相保；五比爲閭，使之相愛。」設有閭吏（管理的吏卒）、閭社（祭祀土地神的場所）、閭肆（店鋪）等。
閭里制為中國城市布局與居住形態最早的一種，起於周代，興於漢代，演化為隋唐的里坊制。
後引申為人聚居處，泛指地方、鄉里。如：閭部（地方）、閭亭（鄉里、民間）、閭伍（民戶）、閭落（村落）、閭戶（村戶）。

## 民國
閭曾為中華民國政府的次基層行政單位，已廢止。民國17年（1928年）《縣組織法修正草案說明書》提及：
至於閭鄰之制，仿自成周，山西用之，頗得其利，近時江浙豫皖陝甘各省，或完全採用，或略有變通，要皆大同小異，
民國19年（1930年）7月7日公布的《縣組織法》第十條，鄉鎮居民以二十五戶為閭，但一地方因地勢或其他情形而戶數不足時，仍得依縣政府之劃定，成為閭鄰。
閭設閭長一人，掌閭自治事務；閭長由本閭居民會議選舉之。
江蘇省奉賢縣於1929年全縣境內設有1963個閭。